# Троицкий скит
Троицкий скит — действующий православный скит Свято-Троицкого Серафимо-Дивеевского женского монастыря. Расположен в посёлке Троицкий Скит Арзамасского района Нижегородской области, в 1,5 км к востоку от села Шатовки и в 40 км от Дивеева.

## История
Село Хохлово в 1977 году было упразднено и 11 июня 1997 года на месте исчезнувшего села был образован Троицкий скит Серафимо-Дивеевского монастыря.
Главный придел Троицкой церкви вновь освящён 3 января 2001 года митрополитом Николаем.
19 декабря 2006 года Законодательным собранием принято решение о создании в Шатовском сельсовете Арзамасского района посёлка Троицкий Скит.
По состоянию на декабрь 2006 года проводился ремонт приделов во имя Иверской иконы Божией Матери и во имя святителя Николая. Придел в честь Иверской иконы был освящён архиепископом Георгием 1 июля 2011 года, а 9 августа  — придел в честь Николая Чудотворца.